# Lijst van prefecten voor de Economie
Onderstaand volgt een lijst van prefecten van het Secretariaat voor de Economie, een dicasterie van de Romeinse Curie.
| Prefect      | Prefect                          |
| ------------ | -------------------------------- |
| 2014 - 2019  | George Pell                      |
| 2019 - 2022  | Juan Antonio Guerrero Alves S.J. |
| 2022 - heden | Maximino Caballero Ledo          |

| Secretaris-generaal | Secretaris-generaal          |
| ------------------- | ---------------------------- |
| 2014 - 2018         | Alfred Xuereb                |
| 2020 - 2022         | Maximino Caballero Ledo      |
| 2024 - heden        | Benjamín Estévez de Cominges |